# Kubai harkály
A kubai harkály (Campephilus principalis bairdii) a madarak (Aves) osztályának harkályalakúak (Piciformes) rendjébe, ezen belül a harkályfélék (Picidae) családjába tartozó királyharkály kihalt alfaja.

## Előfordulása
Kuba szigetén volt őshonos. Az egyetlen endemikus harkályféle volt a szigeten.

## Viselkedés
Viszonylag békés természetű volt. A nappali órákat általában a fába vájt üregben töltötte. Általában éjszaka volt aktív. Mint a többi harkály, főként gerinctelenekkel és rovarokkal táplálkozott.

## Kihalása
Kihalásának oka ismeretlen. Az utolsó fényképet John Dennis készítette a fajról. Bár állítólag Sierra Maestra közelében 1988-ban látták egy újabb egyedét.